# Danh sách mỏ quặng ở Đức
Đây là danh sách các mỏ quặng ở Đức.

## Mỏ than đá
- Garzweiler surface mine
- Hambach surface mine
- Luisenthal Mine
- Zeche Neuglück & Stettin
- Zollern II/IV Colliery
- Tổ hợp công nghiệp mỏ than Zollverein

## Mỏ đồng
- Rammelsberg

## Mỏ sắt
- Roter Bär Pit
- Konrad mine

## Mỏ chì
- Rammelsberg

## Mỏ bạc
- Glasebach Pit
- Samson Pit

## Mỏ đá bảng
- Fell Exhibition Slate Mine

## Mỏ muối
- Salzburg